# کریس ویات
کریستوفر آرون ویات ( به انگلیسی:Christopher Aaron Wyatt) زاده ۵ اکتبر ۱۹۷۵، نویسنده و تهیه کننده و کارگردان فیلم و انیمیشن هست.و از کار های او میتوان به تهیه کنندگی فیلم ناپلئون دینامیت،تپه ی شکسته و در انیمیشن میتوان به نویسندگی اش در ماجراجویی های مرد آهنی، انتقام‌جویان: قوی‌ترین قهرمانان زمین،گردآوری انتقامجویان،اسپایدرمن نهایی،لاک‌پشت‌های نینجای نوجوان جهش‌یافته،سونیک بوم اشاره کرد.